# Tusensköna
Tusensköna eller bellis (Bellis perennis) är en växtart i familjen korgblommiga växter. Den är lågväxande och tuvbildande, med gula diskblommor och vita strålblommor.

## Biologi
Arten är en flerårig ört med kort upprätt jordstam. Stjälken kan bli drygt två decimeter hög och är bladlös. Bladskaften är vingade och bladskivan blir 6–40 × 4–20 mm med rundad spets. Blomkorgarna är toppställda med vanligen vita eller delvis rosa strålblommor som kan bli 4–11 mm långa. Diskblommorna är gula och ca 1,5 mm långa. Den rikligaste blomningen sker under försommaren, men sporadisk blomning förekommer under hela säsongen.
Artnamnet perennis betyder "flerårig". Tusenskönan är mycket karaktäristisk och genuin och kan inte förväxlas med andra växter. 

## Utbredning
Den förekommer naturligt i Europa, västra och sydvästra Asien till Himalaya och Nordafrika. Det första svenska fyndet rapporterades från Skåne 1737. Tusenskönan är vanlig mest i Syd- och Mellansverige, där den växer på gräsmattor, i parker och på betesmarker. Växten används vanligtvis som friväxande i gräsmattor, rabattblomma eller som kantväxt. 

## Odling och användning
Arten sprider sig lätt och förökar sig också med nya skott från jordstammen. Den är mycket populär såväl som prydnads- som rabattblomma. Förr i tiden användes den i trolldrycker.
Det finns ett flertal förädlade sorter med blommor i olika färger och former. De vanligaste är dock mer eller mindre röda och har diskblommorna omvandlade till strålblommor, vilket ger ett "dubbelt" utseende.

## Synonymer

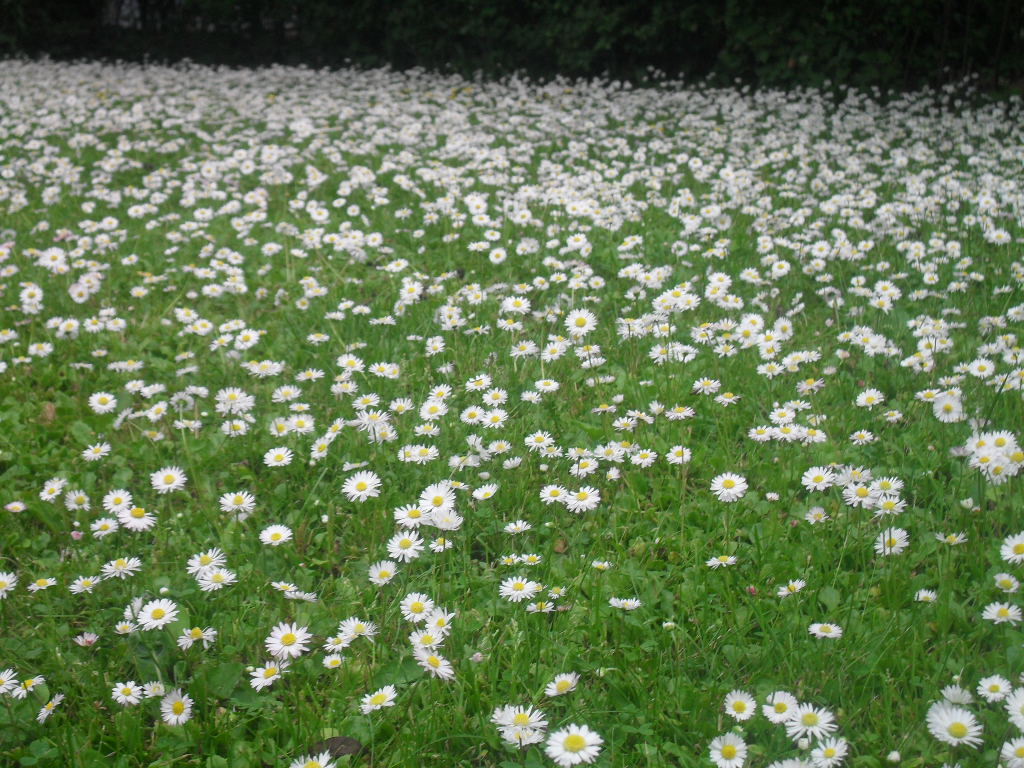
Fält med tusenskönor.

Aster bellis E.H.L.Krause
Bellis alpina Hegetschw. & Heer
Bellis armena Boissier
Bellis hortensis Miller
Bellis hybrida Tenore
Bellis integrifolia Lam. nom. illeg.
Bellis perennis proles pumila (Arv.-Touv. & Dupuy) Rouy
Bellis perennis var. caulescens Rochebr. & Sav.
Bellis perennis var. hirsuta Beck
Bellis perennis var. meridionalis Favrat ex Gremli
Bellis pumila Arv.-Touv. & Dupuy
Bellis rotundifolia proles pumila (Arv.-Touv. & Dupuy) P.Fourn

## Bygdemål
| Namn        | Trakt |
| ----------- | ----- |
|             |       |
| futtel-ljus | Skåne |
| puttelys    |       |
| pytter      |       |
| vätteljus   |       |